# Gestreepte boomjager
De gestreepte boomjager (Thripadectes holostictus) is een zangvogel uit de familie Furnariidae (ovenvogels).

## Verspreiding en leefgebied
Deze soort komt voor van centraal Colombia tot centraal Bolivia en telt drie ondersoorten:
- T. h. striatidorsus: zuidwestelijk Colombia en westelijk Ecuador.
- T. h. holostictus: van centraal Colombia tot zuidwestelijk Venezuela, oostelijk Ecuador en noordelijk Peru.
- T. h. moderatus: van centraal Peru tot westelijk Bolivia.

## Status
De grootte van de populatie is niet gekwantificeerd maar de soort wordt omschreven als vrij algemeen. Op de Rode lijst van de IUCN heeft deze soort de status niet bedreigd.